# 苦肉計
苦肉計是三十六計裡的第三十四計，敗戰計的其中之一。這是一種特殊做法的離間計，己方故意傷害自己，然後利用血淚換取敵人的信任，再行反間顛覆敵人。原文為：「人不自害，受害必真；假真真假，間以得行。童蒙之吉，順以巽也。」。

## 按語
間者，使敵人相疑也；反間者，因敵人之疑，而實其疑也；苦肉計者，蓋假作自間以間人也。凡遣與己有隙者以誘敵人，約為響應，或約為共力者，皆苦肉計之類也。如：鄭武公伐胡而先以女妻胡君，並戮關其思；韓信下齊而驪生遭烹。

### 典故
自《三國演義》故事，赤壁之戰前，曹操與孫權、劉備聯軍對峙多日，孫氏三代老將黃蓋向周瑜獻苦肉計，又使闞澤至曹操處獻詐降書，更利用曹軍間諜蔡中、蔡和等互通聲息，於多重計謀配合之下，終於一舉戰勝曹操，使其無法在有生之年完成統一大業。

## 原文
人不自害，受害必真；假真真假，間已得行。童蒙之吉，順以巽也。

### 譯文
人們一般不會自我傷害，遭受傷害必然是真實情況；我以假做真使敵方信而不疑，離間計就可以實現了。抓住敵人「幼稚樸素」的心理進行欺弄，就能應著他那柔弱的性情達到目的。